# Léandre
Léandre ist ein Familienname und männlicher Vorname.

## Herkunft und Bedeutung

### Vorname
Bei Namen Léandre handelt es sich um die französische Variante von Λέανδρος Léandros.

### Familienname
Der Familienname Léandre leitet sich vom gleichlautenden Vornamen ab.

## Verbreitung

### Vorname
Der Vorname Léandre [le.ˈɑ̃dʁ] war in Frankreich bereits im beginnenden 20. Jahrhundert geläufig, zählte jedoch nicht zu den beliebtesten Jungennamen. In der Mitte des Jahrhunderts geriet der Name außer Mode. Von 1961 bis 1995 zählte er nicht zu den 500 meistgewählten Jungennamen des Landes. Ab der Mitte der 1990er Jahre gewann der Name erneut an Popularität. Dieser Trend hält bis heute an. Seit 2017 findet er sich in der Top 100 der Vornamenscharts. Im Jahr 2023 belegte er Rang 46 der Hitliste.
In Québec zählt Léandre seit 2022 zu den 100 meistgewählten Jungennamen.

## Varianten
Die katalanische und provenzalische Variante des Namens lautet Leandre.
Für weitere Varianten: siehe Leander (Name)#Varianten

## Namensträger

### Vorname
- Léandre Bouchard (* 1992), kanadischer Radrennfahrer
- Léandre Pourcelot (* 1940), französischer Ingenieur und Arzt

### Familienname
- Charles Lucien Léandre (1862–1934), französischer Illustrator, Karikaturist und Maler
- Joëlle Léandre (* 1951), französische Kontrabassistin